# Copididonus maracaensis
Copididonus maracaensis är en insektsart som beskrevs av Keti Maria Rocha Zanol och Albino Morimasa Sakakibara 1990. Copididonus maracaensis ingår i släktet Copididonus och familjen dvärgstritar. Inga underarter finns listade i Catalogue of Life.